# 웬들 메러디스 스탠리
웬들 메러디스 스탠리(영어: Wendell Meredith Stanley, 1904년 8월 16일 ~ 1971년 6월 15일)는 미국의 생화학자이다.

## 생애
인디애나주 리지빌에서 태어나 일리노이 대학교 어바나-샴페인을 졸업하고 독일로 유학, H.O. 빌란트 교수 밑에서 연구하였다. 1932년 록펠러 의학연구소에 들어가 1940년부터 1948년까지 연구원으로 있었다. 1948년부터 캘리포니아 대학교 버클리 교수와 동 대학 바이러스 연구소 소장을 겸임했다.
1935년 처음으로 담배모자이크바이러스(TMV)를 결정체로서 분리하는데 성공하였다. 그는 여러 가지 성질로 추측하여 이 바이러스는 단백질일 것이라고 생각하였으며, 효소 정제 때 자주 쓰이는 황산암모늄을 사용한 염석법에 의하여 바이러스에 감염된 잎사귀의 즙에서 이 바이러스의 정제·농축을 시도한 결과 결정을 얻어낼 수 있었다. 이 바이러스는 훗날 리보핵산과 단백질로 되어 있음이 밝혀졌다. 이 '핵단백질'의 발견은 바이러스 학자뿐만 아니라 생화학, 유전학, 생물물리학 등에게도 큰 자극을 주었으며, 분자생물학 발전에 크게 이바지하였다.
제2차 세계 대전 중 인플루엔자·일본 뇌염의 백신 연구에 힘썼다. 후에 캘리포니아 대학교 교수 및 바이러스 연구소장이 되었으며, 유기 물질과 세포에 관한 연구로 존 하워드 노스럽 등과 공동으로 1946년에 노벨 화학상을 받았다. 1947년 프랭클린 메달, 1947년에 윌러드 기브스상을 받았다. 저서로 《스티렌의 화학》, 《바이러스의 화학적 연구》 등이 있다.